# Giampiero Littera
Giampiero Littera (* 25. Juni 1938 in Rom) ist ein ehemaliger italienischer Schauspieler.
Littera wurde während seiner Schulzeit von Luciano Emmer entdeckt, der ihn in seinem Terzo liceo in einer der jugendlichen Hauptrollen besetzte. Vier Jahre später, nach Abschluss der Ausbildung, erfolgte sein filmischer Durchbruch als Benito in Mario Camerinis Vacanze a Ischia. Von nun an war Littera zehn Jahre lang in zahlreichen Filmen als meist unbekümmerter, fröhlicher Freund des Protagonisten zu sehen. 1969 spielte er seine letzten Rollen und widmete sich dann einer Karriere als Antiquitätenhändler.

## Filmografie (Auswahl)
- 1953: Terzo liceo
- 1957: Ferien auf der Sonneninsel (Vacanze a Ischia)
- 1961: Halt mal die Bombe, Liebling (Che gioia vivere)
- 1964: Verrückter Sommer (Frenesia dell’estate)
- 1968: Die Rechnung zahlt der Bounty-Killer (La morte sull'alta collina)
- 1969: Raptus